# Alfred Zschorsch

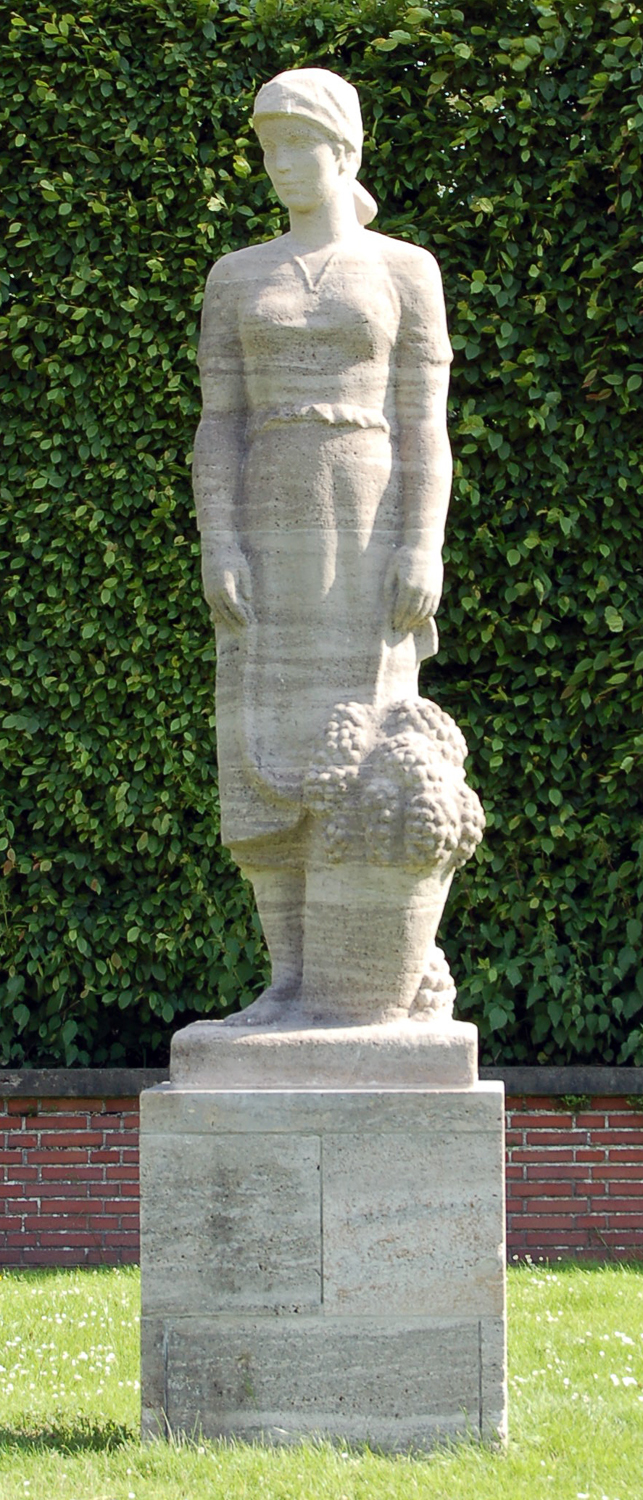
Winzerin (1937/41)

Alfred Zschorsch (* 24. September 1887 in Erfurt; † 26. Juli 1956 in Düsseldorf-Kaiserswerth) war ein deutscher Bildhauer.

## Leben und Wirken
Nach dem Studium der Bildhauerei 1904–1910 an der Kunstakademie Leipzig war er zunächst in München und Berlin tätig. Ab 1922 lebte er in Düsseldorf und wurde alsbald Eigentümer des Hauses Kölner Straße 15 an der Ecke zur Börnestraße. Er erhielt ein Atelier im Neubau der Kunstakademie in Stockum. 
Zschorch trat zum 1. Dezember 1930 der NSDAP bei (Mitgliedsnummer 401.796). 1937 gehörte er zu den Bildhauern, die anlässlich der Planung der Reichsausstellung Schaffendes Volk mit der Schaffung der Ständischen beauftragt wurde und bezog sein „Haus für einen verheirateten Bildhauer“ mit großzügigem Atelier. Das Haus wurde vom Architekten Helmuth N. Schröder am Dietrich-Eckart-Platz 1, heute Albrecht-von-Hagen-Platz, in der Mustersiedlung Schlageterstadt, heute Golzheimer Siedlung, erbaut. Ab 1938 bis 1942 nahm Zschorsch an der Großen Deutschen Kunstausstellung im Haus der Kunst München teil. 
Seit 1948 war er Mitglied des Heimatvereins Düsseldorfer Jonges und langjährig im Künstlerverein Malkasten.
Alfred Zschorsch wurde auf dem Nordfriedhof beerdigt.
Der Vater Theodor Zschorsch war Baumeister und Architekt in Leipzig. Sein Bruder Walter Zschorsch (1888–1965), studierte ebenfalls an der Kunstakademie in Leipzig, und wurde Bildhauer und Maler. Zu seinen Werken gehört unter anderen das Jugend-Denkmal in Leipzig (abgegangen), das der Hitlerjugend gewidmet war, und Bronzebüsten von Hermann Göring, Rudolf Heß und Dr. Ley.

## Ehrungen

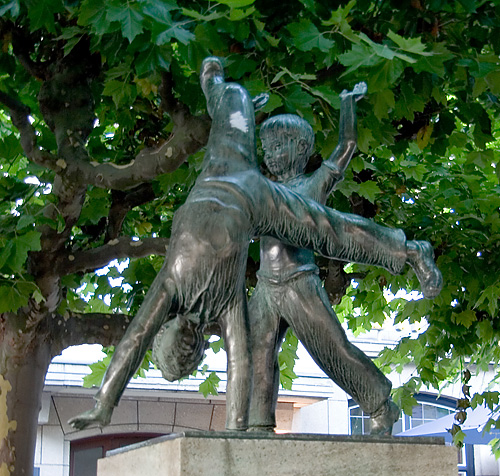
Der Radschlägerbrunnen (1954)

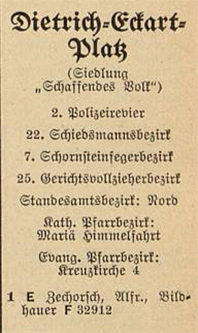
Hauseigentümer Alfred Zschorsch in der Siedlung Golzheim (1938)

Er erhielt 1938 den Düsseldorfer Gaukulturpreis für seine Plastiken.

## Werk (Auswahl)
- 1935 – Portalrelief an der Stadtsparkasse Hilden
- 1936 – Portalrelief Stadtwerker, Muschelkalk, für die Städtischen Werke, Luisenstraße 105, Düsseldorf
- 1938 – Portalrelief für die Röhrenwerke Poensgen, Düsseldorf
- 1937/41 – Winzerin aus Muschelkalk (Teil einer Vierergruppe) im Nordpark Düsseldorf für die NSDAP – Reichsausstellung Schaffendes Volk
- 1938 – Relief am Sparkassengebäude in Remscheid
- 1938 – Adler am Neubau der Gilde-Versicherung, Düsseldorf
- 1938/39 – Zwei Figurengruppen (Modelle für Bronze) und über 20 kleinere Reliefs für das Polizeipräsidium Wuppertal[6]
- 1938 – Ruhende Frau, Gips, auf der Großen Deutsche Kunstausstellung im Haus der Kunst München
- 1939 – Aphrodite aus Juramarmor; Junger Mann, Sinnende und Junges Mädchen aus Bronze, auf der Großen Deutsche Kunstausstellung im Haus der Kunst München
- 1940 – Haarflechtendes Mädchen aus Muschelkalk, auf der Großen Deutsche Kunstausstellung im Haus der Kunst München
- 1940 – Ruhende, auf der Rheinischen Kunstausstellung Berlin im Ausstellungsgebäude Schloss Schönhausen der Reichskammer der bildenden Künste[7]
- 1941 – Sonnenbadende, Jugend, auf der Großen Deutsche Kunstausstellung im Haus der Kunst München
- 1942 – Abwehr, auf der Großen Deutsche Kunstausstellung im Haus der Kunst München
- 1942 – Kniendes Mädchen, Frühjahrs-Ausstellung der Gesellschaft zur Förderung der Düsseldorfer bildenden Kunst
- 1942 – Kriegerdenkmal für die Seidenweberei Gebr. Colsmann, Essen-Kupferdreh
- 1944 – Abwehr, Frühjahrs-Ausstellung der Gesellschaft zur Förderung der Düsseldorfer bildenden Kunst
- um 1950 – Gedenktafel Paul Egger, Bronze (1944–1950 Direktor des Gaswerks Düsseldorf), heute auf dem Stadtwerke-Gelände am Höherweg
- 1957 – Fischbrunnen, Muschelkalk, Himmelgeister Straße 325, Düsseldorf-Flehe
- 1954 – Radschlägerbrunnen aus Bronze am Burgplatz (Düsseldorf) im Auftrag der Düsseldorfer Jonges